# Île Thitu
« Pagasa » redirige ici. Pour les autres significations, voir PAGASA.
L'île Thitu ou plus simplement Thitu (en tagalog: Pag-Asa (signifiant littéralement « espoir ») ou Pagasa, en chinois simplifié : 中业岛 ; en chinois traditionnel :  中業島 ; en pinyin: Zhōngyè Dǎo ; en vietnamien : Đảo Thị Tứ) est une île habitée de l'archipel de Spratleys, dont elle est la deuxième île la plus étendue, avec 37,2 hectares. Elle est sous contrôle des Philippines et revendiquée par la république populaire de Chine, la république de Chine (Taïwan) et le Viêt Nam.

## Histoire
Les Philippines revendiquent cette île depuis 1974, et fondèrent la municipalité de Kalayaan le 11 juin 1978 sous la présidence de Ferdinand Marcos. Sa population est estimée, en 2020, à environ 400 personnes qui vivent principalement de la pêche. Un port y est mis en chantier en 2018 et est inauguré en 2020.
D'autres développements sont prévus, tels le resurfaçage de la piste d'aviation, l’installation de machines à glace pour les pêcheurs, de générateurs d’électricité, d'antennes de télécommunication ou la construction de salles de classe.
Elle abrite une base de l'armée de l'air philippine : le Rancudo Airfield, avec une piste d'environ 1 300 mètres.